# دین تاوولاریس
دین تاوولاریس (به انگلیسی: Dean Tavoularis) زاده ۱۸ مه ۱۹۳۲ کارگردان هنری اهل آمریکا است که شمار زیادی از فیلم‌های پرفروش همچون پدرخوانده، اینک آخرزمان و بانی و کلاید را در کارنامه خود دارد. تاوولاریس از سال ۱۹۶۷ تا ۲۰۰۱ در ساخت بیش از سی فیلم سینمایی مشارکت کرد و پنج بار نامزد جایزه اسکار شد که از آن میان در سال ۱۹۷۵ جایزه اسکار بهترین کارگردانی هنری را برای فیلم پدرخوانده ۲ نصیب خود کرد.